# Juke Box Boy
"Juke Box Boy" (também apresentado como The Jukebox Boy) é o quarto single do álbum Living in the Background, lançado por Baltimora em 1986. Foi lançado apenas na Europa, mas conseguiu entrar somente no Top 15 de faixas mais tocadas na Itália. Um videoclipe também foi feito para a música.

## Faixas.
7" Single
| N.º | Título                                  | Duração |  |
| 1.  | "Juke Box Boy." (U.S.A. Radio Version.) | 3:50.   |  |
| 2.  | "Pull the Wires."                       | 4:46.   |  |

12" Single
| N.º | Título                                  | Duração |  |
| 1.  | "Juke Box Boy."                         | 5:50.   |  |
| 2.  | "Pull the Wires."                       | 4:46.   |  |
| 3.  | "Juke Box Boy." (U.S.A. Radio Version.) | 3:50.   |  |

## Desempenho nas paradas musicais
| Parada musical (1986) | Melhor posição |
| --------------------- | -------------- |
| Itália (FIMI)         | 12             |